# Герб Ужгородського району
Герб У́жгородського райо́ну — офіційний символ Ужгородського району Закарпатської області, затверджений рішенням сесії районної ради 18 червня 1999 року.

## Опис
В основі композиційного вирішення герба є класичний, але дещо видозмінений щит, поле якого пересічене на дві частини. Верхнє поле щита відображує (рельєф) руїни та основну вежу Невицького замку — як найдавнішої пам'ятки архітектури на території Ужгородського району. Нижнє поле того ж щита наповнене абстрагованими художніми символами, а саме: колосся пшениці, виноград і дубове листя (рельєф), які сукупно у нижній частині ніби зв'язані підковою і символізують щасливе майбуття життєвої сили. Використані кольори: синій, жовтий, зелений, фіолетовий, срібний.